# Архиепархия Бухареста (католическая)
Архиепархия Бухареста (лат. Archidioecesis Bucarestiensis, рум. Arhidieceza de București) — католическая архиепархия латинского обряда с центром в городе Бухарест, Румыния.

## История

Территория архиепархии Бухареста находится на юге, выделена желтым

Архиепархия Бухареста образована 27 апреля 1883 года через два года после образования независимого королевства Румыния. Архиепархия не являлась митрополией, ей не были подчинены никакие суффраганные епархии. Её предшественником был апостольский викариат Валахии, который до 1883 года объединял католические приходы юга современной Румынии, число которых в XIX веке сильно увеличилось.
После окончания первой мировой войны к Румынии отошла Трансильвания и другие территории со значительным венгерским населением. Католические епархии Оради (бывший Варад), Сату-Маре (бывший Сатмар) и Тимишоары (бывший Темешвар), где подавляющее большинство католиков составляли этнические венгры, продолжали подчиняться митрополии Калочи на территории Венгрии до 1930 года, когда архиепархия Бухареста была возведена в ранг митрополии. Бухаресту были переподчинены три вышеперечисленные епархии, а также епархия Ясс.

## Ординарии епархии
- архиепископ Джон Джозеф Фредерик Отто Зардетти[англ.] (1894—1895)

## Современное состояние
Архиепархия Бухареста служит митрополией для четырёх суффраганных епархий — Яссы, Орадя, Сату-Маре и Тимишоара. Единственной независимой от Бухареста структурой латинского обряда на территории Румынии является Архиепархия Алба-Юлии, напрямую подчинённая Святому Престолу. С 1990 года архиепархию возглавляет Иоан Робу. Кафедральный собор епархии —Собор Святого Иосифа. По данным на 2012 год епархия насчитывала 92 050 верующих, 83 прихода и 120 священников.